# Гатчинсон-Айленд-Саут (Флорида)
Гатчинсон-Айленд-Саут (англ. Hutchinson Island South) — переписна місцевість (CDP) в США, в окрузі Сент-Люсі штату Флорида. Населення — 4988 осіб (2020).

## Географія
Гатчинсон-Айленд-Саут розташований за координатами 27°19′5″ пн. ш. 80°13′32″ зх. д. / 27.31806° пн. ш. 80.22556° зх. д. (27.318159, -80.225555).  За даними Бюро перепису населення США в 2010 році переписна місцевість мала площу 124,56 км², з яких 11,13 км² — суходіл та 113,43 км² — водойми.

## Демографія
Згідно з переписом 2010 року, у переписній місцевості мешкала 5201 особа в 3145 домогосподарствах у складі 1733 родин. Густота населення становила 42 особи/км².  Було 8123 помешкання (65/км²).
Расовий склад населення:
| - 98,7 % — білих - 0,6 % — азіатів - 0,2 % — чорних або афроамериканців - 0,1 % — корінних американців |

До двох чи більше рас належало 0,4 %. Частка іспаномовних становила 2,2 % від усіх жителів.
За віковим діапазоном населення розподілялося таким чином: 1,7 % — особи молодші 18 років, 29,0 % — особи у віці 18—64 років, 69,3 % — особи у віці 65 років та старші. Медіана віку мешканця становила 71,3 року. На 100 осіб жіночої статі у переписній місцевості припадало 86,6 чоловіків;  на 100 жінок у віці від 18 років та старших — 86,5 чоловіків також старших 18 років.
Середній дохід на одне домашнє господарство  становив 67 860 доларів США (медіана — 51 658), а середній дохід на одну сім'ю — 82 180 доларів (медіана — 67 292). Медіана доходів становила 59 205 доларів для чоловіків та 43 667 доларів для жінок. За межею бідності перебувало 7,0 % осіб, у тому числі 40,6 % дітей у віці до 18 років та 4,3 % осіб у віці 65 років та старших.
Цивільне працевлаштоване населення становило 1233 особи. Основні галузі зайнятості: освіта, охорона здоров'я та соціальна допомога — 18,6 %, науковці, спеціалісти, менеджери — 17,8 %, роздрібна торгівля — 15,0 %, мистецтво, розваги та відпочинок — 13,2 %.